# Hy24
Hy24 est une société d’investissement (coentreprise entre Ardian et FiveT Hydrogen), spécialisée dans la gestion de fonds dédiés à l’hydrogène, créée en 2021.

## Présentation
La société française Hy24 est entrée au capital de plusieurs entreprises ayant une activité dans le secteur de l’hydrogène, comme l’entreprise HysetCo (mobilité urbaine), Elyse Energy (carburants durables pour l’aviation et le maritime), ou bien encore les sociétés espagnoles Enagas Renovable et H2Site.

## Histoire
Hy24 a été co-fondée en 2021, par Pierre-Étienne Franc, ancien haut responsable du groupe français Air Liquide chargé des activités hydrogène, et Président de FiveT Hydrogen, avec la société de gestion Ardian.
En décembre 2021, Hy24 lève 1,5 milliard d’euros dans un fonds dédié aux infrastructures hydrogène,.
En 2023, Hy24 investit dans InterContinental Energy, une entreprise basée à Singapour spécialisée dans les énergies renouvelables, ainsi que dans les pays nordiques, via le partenaire danois Everfuel.
En janvier 2024, Hy24 investit dans l’équipementier Hexagon Puruset en avril de la même année, l’entreprise devient actionnaire majoritaire de HysetCo, société déployant une flotte de taxis roulant à l’hydrogène, et des stations hydrogène, après une levée de fonds totale de 200 millions d’euros,. La même année, le journal d'investigations marocain Le Desk enquête sur le partenariat entre le marocain Groupe OCP et Hy24, dans un contexte de rencontre diplomatique et économique entre la France et le Maroc,.